# Dominika Włodarczyk (cyclisme)
Pour les articles homonymes, voir Dominika Włodarczyk et Włodarczyk.
Dominika Włodarczyk, née le 27 janvier 2001 à Wieluń, est une coureuse cycliste polonaise. Elle participe à des compétitions sur route et de cyclo-cross. 
Elle est notamment championne de Pologne de cyclo-cross en 2021 et 2022, ainsi que championne de Pologne sur route en 2024.

## Biographie
Włodarczyk est originaire d'Okalew (commune d'Ostrówek) et commence le cyclisme en 2013 avec le club cycliste du MLKS Wieluń. En 2019, elle remporte sur route le championnat polonais de course de côte chez les juniors (moins de 19 ans). En tant que junior et chez les espoirs (moins de 23 ans), elle représente la Pologne à plusieurs reprises aux championnats du monde et d'Europe sur route et de cyclo-cross.
De 2021 à 2023, elle est sous contrat avec l'équipe continentale polonaise MAT Atom Deweloper. Durant cette période, elle enregistre de nombreux succès dans les courses espoirs, devenant notamment championne de Pologne de cyclo-cross espoirs en 2021. Les deux années suivantes, elle est championne de Pologne de cyclo-cross chez les élites. Elle est également montée plusieurs fois sur le podium aux championnats polonais sur route. En 2023, elle gagne sur route six courses et décroche 17 podiums.
Pour la saison 2024, elle rejoint l'équipe UAE Team ADQ, ce qui lui permet de concourir au niveau World Tour pour la première fois. Lors de ses deux premières courses pour l'équipe, elle termine dans le top 10 du Women's Tour Down Under et sur le podium de la Deakin University Elite Women's Road Race, prenant la tête du World Tour le jour de son anniversaire. En juin, elle devient pour la première fois championne de Pologne sur route. Le mois suivant, elle se classe 28e du Tour d'Italie et quatrième du Princess Anna Vasa Tour. En septembre, elle se classe deuxième de deux étapes du Tour de l'Ardèche, où elle termine sixième du général. Elle prolonge ensuite son contrat chez UAE Team ADQ jusqu'en 2028, une durée exceptionnellement longue dans le peloton féminin.

## Palmarès sur route

### Par années
- 2019
  - 2e du championnat de Pologne sur route juniors
  - 2e du championnat de Pologne du contre-la-montre juniors
- 2021
  - 2e étape du Belgrade GP Woman Tour
  - 2e du Belgrade GP Woman Tour
  - 3e du championnat de Pologne sur route
- 2022
  - Watersley Ladies Challenge espoirs :
    - Classement général
    - 1re et 3e étapes

  - 2e du Tour de Toscane
  - 2e de la Visegrad 4 Ladies Race Slovakia
  - 3e du Princess Anna Vasa Tour
  - 32e du championnat de Pologne du contre-la-montre espoirs
  - 7e du championnat d'Europe sur route espoirs
- 2023
  - Watersley Ladies Challenge espoirs :
    - Classement général
    - 2e étape

  - 1re et 3e étapes du Tour de Feminin
  - 1re et 5e étapes de Gracia Orlová
  - 2e de Gracia Orlová
  - 2e du Tour de Feminin
  - 2e du Princess Anna Vasa Tour
  - 2e de la Respect Ladies Race Slovakia
  - 3e du Grand Prix du Morbihan Féminin
  - 7e du championnat du monde sur route espoirs
  - 10e du championnat d'Europe sur route espoirs
- 2024
  -  Championne de Pologne sur route
  - 2e de la Deakin University Elite Women’s Road Race
  - 5e du Women's Tour Down Under
- 2025
  - La Picto-Charentaise
  - 2e du championnat de Pologne sur route
  - 3e de la Clásica de Almería
  - 3e du Trofeo Oro in Euro
  - 4e du Women's Tour Down Under
  - 4e du Tour de France

### Résultats sur les grands tours

#### Tour d'Italie
1 participation
- 2024 : 28e

#### Tour de France
1 participation
- 2025 : 4e

### Classements mondiaux
| Année                                 | 2020 | 2021 | 2022 | 2023 | 2024 |
| ------------------------------------- | ---- | ---- | ---- | ---- | ---- |
| Classement UCI                        | 375e | 202e | 96e  | 94e  | 42e  |
| UCI World Tour                        | nc   | nc   | nc   | nc   | 32e  |
|                                       |      |      |      |      |      |
| Légende : nc = non classéSource : UCI |      |      |      |      |      |

## Palmarès en cyclo-cross
- 2020-2021
  -  Championne de Pologne de cyclo-cross espoirs
- 2021-2022
  -  Championne de Pologne de cyclo-cross
- 2022-2023
  -  Championne de Pologne de cyclo-cross
- 2023-2024
  - Owocowy Przełaj Laskowice, Laskowice